# Adriana Araújo
Adriana Araújo (Salvador, 4 novembre 1981) è una pugile brasiliana.

## Palmarès

### Olimpiadi
- 1 medaglia:
  - 1 bronzo (Londra 2012 nei -60 kg)